# Fishguard
Fishguard (kymriska: Abergwaun) är en ort i Pembrokeshire i västra Wales, Storbritannien. Orten har färjeförbindelse med Rosslare på Irland. Orten har 3 409 invånare (2018).